# Búzaallergia
A búzaallergia egy viszonylag ritka allergiafajta, amely általában ételallergiaként jelentkezik, ám lehet kontaktallergia is, amely például azért alakul ki, mert valaki munkájából kifolyólag sokat érintkezik búzával (ilyen például az úgynevezett pékasztma, amely foglalkozási allergia). Mint minden allergia, a búzaallergia is reakciót vált ki az immoglobulin E (IgE) fehérjékből és a hízósejtekből. A búzaallergia gyakran felnőtt korban, keresztallergiaként jelentkezik a fű- és egyéb gabonapollen allergiához kapcsolódva.
Nem keverendő össze a coeliakiával, azaz lisztérzékenységgel, amely egy többek között a búza fogyasztása nyomán kialakuló, immunológiai alapú bélnyálkahártya elváltozás. A coeliakia esetében a glutén felelős a kóros folyamatok elindításáért, és gluténmentes diéta által kezelhető. A búzaallergia ugyanakkor ételallergia, amely más reakciókat vált ki.
A búza allergia gyakoriságát általában specifikus IgE szint és táplálékprovokáció alapján lehet kimutatni. A búzaallergia előfordulása a teljes populáción belül 0,5 százalékra tehető. A teljes élelmiszer-allergiás populáción belüli előfordulása 14–20 százalék.

## Reakciók és tünetek
A búzaallergia által kiváltott lehetséges reakciók:
- Azonnali típusú reakció, például anafilaxia. Ilyen esetekben az étrendből teljesen el kell távolítani a búzát, búzamentes diétával el lehet kerülni az ételallergia tüneteinek jelentkezését.
- WDEIA (wheat-dependent, exercise-induced anaphylaxis). Ez szintén a teljesen búzamentes diéta alkalmazását teszi szükségess, mivel a búzafogyasztást követő fizikai aktivitás anafilaxiát válthat ki.
- Késői típusú reakció, például atópiás dermatitisz. Ebben az esetben az élelmiszeripari termékekben megtalálható keresztszennyezések figyelmen kívül hagyhatóak, a betegnek azonban ekkor is kerülnie kell a búza fogyasztását.
- Sejt mediálta reakció, így például a gyomor és bélrendszeri tünetek. Szintén a búza teljes megvonását teszi szükségessé.

Inhalációs reakció, amely nem von maga után étrendi megszorításokat. Tipikusan ilyen a foglalkozási asztma (pékasztma), amelyet úgy lehet elkerülni, hogy a beteg kerüli a búzaliszt belélegzését.
Kifejezetten a búzaallergiára jellemző tünetek nem léteznek, a betegség általában ugyanazokat a szimptómákat vonja maga után, mint más típusú ételallergiák. Ezek a következőek lehetnek:
- Gasztrointesztinális tünetek (hasmenés, hányás, súlyállás, hasi fájdalom, reflux, gasztritisz, székrekedés, véres nyálka ürítése)
- Bőrtünetek (ekcéma, urtikaria, dermatitis, angioödéma)
- Légúti tünetek (rhinitis, akadályozott orrlégzés, rohamokban jelentkező tüsszentés, rekedtség, köhögés, bronchitis, asztma, fülgyulladás, orális allergia szindróma)
- Idegrendszeri tünetek (viselkedési zavar, alvászavar, irritabilitás, migrén, fáradékonyság)
- Hematológiai tünetek (eosinofilia, bőr és nyálkahártyavérzések, anémia)
- Generalizált tünetek (anafilaxiás sokk)
- Egyéb tünetek (például artritis)

## Diagnózis
A búzaallergia diagnosztizálása különleges odafigyelést igényel. Az ómega–5 gliadin, amely a leggyakoribb búzaallergén, a teljes kiőrlésű búzakészítményekben nem mutatható ki, ahhoz, hogy teljes aktivitást mutasson, ki kell vonni és részlegesen emészteni (ahhoz a folyamathoz hasonlóan, mint ami a bélrendszerben megy végbe). Egyes allergiatesztek nem képesek minden búzaallergia-típus kimutatására, ezek az úgynevezett rejtett allergiák. A diagnosztizálást nehezebbé teheti, hogy a tünetek nem specifikusak a búzaallergiára. Ha azonban a szimptómákat az immunoszupresszáns gyógyszerek (például a Prednisone) képesek enyhíteni, valószínű, hogy a kiváltó ok allergiával kapcsolatos.

## Kezelés
A búzaallergia kezelésének módja: az étrendből teljesen elhagyjuk a búzát. Ez nem feltétlenül egyezik meg a gluténmentes étrenddel, ezért is fontos, hogy mind a diagnózis, mind a kezelés során egyértelműen megkülönböztessük a búzaallergiát és a coeliakiát. Oda kell figyelni arra, hogy főzés vagy sütés útján a búza allergének allerginitása nem csökken, így amennyiben komolyabb reakciót vált ki a szervezetből valamelyik fehérje, valóban annak eltávolítása szükséges az étrendből.
A diéta szigorúsága több tényezőtől is függ. Elsőként azt kell megvizsgálni, hogy a beteg milyen típusú és milyen komoly tüneteket produkál, de azt is alaposan meg kell vizsgálni, hogy pontosan melyik búzafehérje okozza az allergiás reakciót. A leggyakoribb esetben ugyanis nem a glutén (gliadin), hanem az ά-amiláz inhibítor, tripszin inhibitor az, amely a reakciót kiváltja.
A búza alapélelmiszer, tehát igen sokféle élelmiszert készítenek belőle, teljes mellőzése az étrendből ezért nehézségekbe ütközhet. Búzát tartalmaz például a liszt, dara, zsemlemorzsa, kenyerek, pékáruk, száraztészták, sütemények, kekszek stb. Emellett sok élelmiszeripari termékben a búza adalékanyagként is jelen lehet, vagy szennyeződhetnek a vele a tárolás, szállítás vagy éppen a feldolgozás során.
A másik tényező, amely miatt probléma a búzamentes allergia, hogy a kiegyensúlyozott étrend táplálkozástani szempontból akkor megfelelő, ha napi energiaszükségletünk 50 százalékát gabonafélékből biztosítjuk. A diétát tehát az egészség megőrzése érdekében úgy kell kialakítani, hogy a búzaterméket valamilyen más, az allergén fehérjét nem tartalmazó gabonatermékkel helyettesítjük.
Az étrendből a megfelelő diétához ki kell zárni a búzalisztet, -darát, -korpát, -csírát, kuszkuszt, bulgurt, pelyheket, reggeliző pelyheket, müzliket, müzliszeleteket, búzatartalmú kenyereket (ideértve a rozskenyeret, kukoricás, burgonyás kenyereket is), a zsemlemorzsát, péksüteményeket, kekszeket, süteményeket, száraztésztákat, valamint az élelmiszeripari termékeket (adalékanyagként módosított búzakeményítőt, glutén tartalmúakat) is.
A búzában megtalálható tápanyagok, amelyek fogyasztását valamilyen helyettesítő termékkel biztosítani kell: szénhidrát, élelmi rost, niacin (B3-vitamin), tiamin (B1-vitamin), riboflavin, vas és folsav.